# 앨릭스 우드
로버트 알렉산더 우드(Robert Alexander Wood, 1991년 1월 12일 ~ )는 미국의 야구 선수로, 메이저 리그에 소속되어 있는 오클랜드 애슬레틱스의 선수이다.